# Antwone Fisher (Film)
Antwone Fisher ist ein US-amerikanisches Filmdrama aus dem Jahr 2002, beruhend auf dem autobiografischen Buch von Antwone Fisher aus dem Jahr 2001. Die Regie führte Denzel Washington, der auch den Film mitproduzierte und eine der Rollen spielte. Der Film ist Washingtons Regiedebüt.

## Handlung
Der Petty Officer der US Navy Antwone Fisher muss sich nach einem Gewaltausbruch beim Psychologen Lieutenant Commander Dr. Jerome Davenport melden. Fisher erzählt nach einigen Sitzungen dem Psychologen über seine Kindheit. Sein Vater wurde noch vor seiner Geburt getötet und seine Mutter musste ins Gefängnis, wo er zur Welt kam. Er wuchs in einem Waisenhaus auf und später bei Pflegeeltern: Mr. and Mrs. Tate. Nach psychischer und physischer Misshandlung durch Mrs. Tate verließ er die Familie im Alter von 14 Jahren und lebte auf der Straße. Antwone ging zur Navy, um etwas aus seinem Leben zu machen. Davenport findet mühsam Zugang zu dem jungen Mann. Antwone gelingt es, eine Beziehung zu seiner Kollegin Cheryl aufzubauen.
Davenport rät Fisher, seine richtige Mutter zu suchen. Fisher findet später seine Tante Annette und schließlich seine biologische Mutter Eva May, der er vergibt.
Am Ende dankt Fisher Davenport. Dieser sagt ihm, dass er sich durch die Therapie mit eigenen verdrängten Problemen auseinandergesetzt hat.

## Kritiken
Die Website Rotten Tomatoes, die Filmkritiken auswertet, gibt eine positive Rate von 78 % an – basierend auf 148 Kritiken. Washingtons Regieführung und Lukes darstellerische Leistung wurden dabei hervorgehoben.
- Michael Atkinson, Village Voice: Die Regie sei blass.
- Carrie Rickey, Philadelphia Inquirer: Ein einfacher Film mit einer tiefgründigen Botschaft. Derek Luke sei begabt.

## Auszeichnungen
- 2003: Independent Spirit Award für Derek Luke; Nominierung für Viola Davis
- 2003: Nominierung für den MTV Movie Award für Derek Luke
- 2003: Image Award in den Kategorien Bester Film und Bester Nebendarsteller für Denzel Washington
- 2003: Humanitas Prize für Antwone Fisher
- 2003: Political Film Society Award (Exposé); Nominierung (Peace)
- 2003: Satellite Award (Special Achievement Award) für Derek Luke; Nominierungen für den Golden Satellite Award für Denzel Washington und für den Film
- 2003: Nominierung für den Teen Choice Award für Derek Luke
- 2003: Nominierungen für den Young Artist Award für Malcolm David Kelley und für den Film
- 2003: Nominierung für den Writers Guild of America Award für Antwone Fisher
- 2003: Nominierung für den Online Film Critics Society Awards/Bester Newcomer – Darstellung für Derek Luke
- Die Deutsche Film- und Medienbewertung FBW in Wiesbaden verlieh dem Film das Prädikat wertvoll.